# 李百全
李百全，JP（1968年1月9日—），香港公務員，現任保安局常任秘書長，曾任廣播處長。
任廣播處長期間被指不斷審查香港電台節目內容，被批評干涉香港電台編輯自主。

## 履歷
李百全生於1968年1月9日；1974年入讀喇沙小學；1981年升讀喇沙書院，1987年畢業。 他後來於1990年畢業於當時仍名為香港城市理工學院的香港城市大學，取得商學學士學位。
1990年8月份加入政府政務體系，曾在多個政府決策局及部門任職，包括憲制事務科、政務總署、公務員事務科、衞生署、保安局、教育統籌局、教育署、民政事務總署、財經事務及庫務局及行政長官辦公室。其中，於2002年任教育署專責事務科助理署長，專責打擊無牌學校、補習社及超收幼稚園。
2007年，曾蔭權參與行政長官選舉，時任財經事務及庫務局首席助理秘書長的李百全在選舉管理委員會負責接收其申請表，當時李獲財政司司長唐英年垂青，邀請撰寫2006年度財政預算案。預算案獲立法會通過後，他隨即獲曾蔭權「挖角」，調任為其副私人秘書，更陪同曾蔭權赴京接受時任國務院總理溫家寶任命。
2009年9月到2013年6月，李擔任公務及司法人員薪俸及服務條件諮詢委員會聯合秘書處秘書長。
2013年7月至2017年7月調任民政事務總署副署長。
2017年7月起升任民政事務局副秘書長，負責國民教育、青年及宗教等事務，不時出席各大社團總會活動，2019年4月晉升為首長級乙一級政務官（D4薪級）。
2021年3月任廣播處長，2022年4月在其任內晉升為首長級甲級政務官（D6薪級）。
2022年7月升任為保安局常任秘書長。
2023年3月23日，鄧炳強指，保安局常務秘書長李百全（Patrick）趁他外出開會時，偷偷把一杯熱檸蜜放在他的桌上。鄧表示，Patrick見他昨天在立法會答問環節「講到聲沙」，今天開會仍未見好轉，因此特意買杯熱檸蜜給他潤喉。

## 廣播處長生涯
2021年3月1日起，擔任香港電台廣播處長。由於此前未有任何傳媒相關工作經驗，外界質疑李是否具備管理香港電台的能力。據指，商務及經濟發展局曾找獵頭公司公開招募處長職位，惟政府收到41份申請中，僅7人面試，但不合適，遂考慮從政府內部人士中提拔。 商務及經濟發展局常任秘書長梁卓文指李百全是「資深政務官」，具備豐富的行政管理經驗，是帶領港台的合適人選。李百全當天抵達港台廣播大廈履新，甫下車便遭遇6名身穿黑衣的港台節目製作人員工會成員當面抗議。抗議者展示標語，指港台港台廣播大樓年久失修，存在漏水和渠管爆裂等問題，期望李百全盡早落實新大樓興建計劃，李接收相關標語。李百全現場接受記者提問，強調會確保港台依照《香港電台約章》繼續實現編輯自主，發放準確具權威性的資訊，持平表達意見，不受商業、政治或其他因素影響。然而，三名港台員工不滿李百全管理作風，於當天辭職抗議，分別為電視及機構業務公共事務組總監王祿霞、監製方曉山及廖慧玲。

### 輪番抽起節目
3月4日，李百全與港台各部門主管召開編輯會議，其中《鏗鏘集》、《視點31》及《香港故事》等重點節目被特別點名，要求未來播放的集數要經他個人事先過目，才能對外廣播，其中《香港故事》當週的受訪者、樂隊LMF的歌曲夾雜眾多粗言穢語，他認為「唔decent（不體面）」，有「極端政治取態」，反問「點解唔揾另一種聲音」。他明言，若節目無法通過他的公正測試，將無法廣播。結果，李百全臨時抽起原定於3月7日播出的《香港故事》，理由據指是嘉賓主持、作家蔣曉薇曾在節目提到個人對反修例運動的看法。
3月11日，李百全再度抽起原定於當晚8點播出的《議事論事》，臨時改為重播行政長官卓越教學獎得主的舊節目《卓越教室》。節目網頁存檔顯示，當晚的節目會談及全國人民代表大會修改香港選舉制度，由港台記者陳月慧任主持，立法會主席曾鈺成在「政事溫度計」環節中採訪前立法會議員李華明、國際政治學者袁彌昌，另外民主黨前主席劉慧卿亦會接受專訪，而同月18日播出的節目預告也未見顯示。據指，李百全在節目播出前半小時決定抽起，並多次出通告，警告員工不能對外透露機密資訊，否則會視為違反《官方機密條例》或《節目製作人員守則》。
3月17日，李百全抽起了《卓越教室》、《環顧日常》、《聽出好戲勢》和《香港故事—幸福的繞道》四個節目，其中《卓越教室》由車牌查冊被控的港台編導蔡玉玲任編導，《環顧日常》有黃店「渣哥」老闆娘譚小環出鏡，《幸福的繞道》訪問民主派初選案被捕人李芝融，以及因蠔涌爆炸品案被判入獄3年10個月的彭艾烈，《聽出好戲勢》由親民主派藝人黃秋生旁白。
原定於3月29日播放的《鏗鏘集》節目《青春的一場修煉》被抽起，該節目探討反修例運動後，八間資助大學只有香港理工大學學生會內閣當選並運作的「斷莊」現象，受訪者包括香港中文大學學生會當選內閣「朔夜」、香港理工大學學生會成員、中文大學校董劉國勳和立法會教育事務委員會成員容海恩。原定於4月5日播放《鏗鏘集》經李百全過目後不獲通過，或會被抽起。該集內容訪問前有線新聞中國組「過檔」眾新聞後的傳媒生存空間，內容沒有觸及各傳媒的政治光譜等議題。同樣由《鏗鏘集》團隊的負責製作的《鏗鏘說》，主持蘇玉華被指「太黃」，遭到替換，改為民主建港協進聯盟兼中國聯合國協會理事林琳接任。計劃4月2日播出的《鏗鏘說》及4月5日播出的《鏗鏘集》轉交綜合節目組和文教及康體組（原教育電視組）負責，但同時未暫定原負責團隊公共事務組的工作，換言之兩個節目在港台內部會有兩個製作版本。此外，李百全計劃日後若然《鏗鏘集》和《铿锵說》不符合要求，負責的製作人員將被調查是否涉及失職，甚至被追討製作費。

### 停止作品參賽
3月31日，李百全與副廣播處長馮建業、助理廣播處長（電台及節目策劃）周國豐、助理廣播處長（電視及機構業務）區麗雅、電台總監鄺思燕、電視總監陳俊樂、製作總監李慶華、主任秘書鄭美娟、機構傳訊及節目標準總監韋佩文組成的九人編輯委員會拍板，決定即時停止港台節目參加任何本地及海外比賽，已提交參賽作品要請各活動主辦單位撤回。5月6日，由國際特赦組織香港分會、香港記者協會及香港外國記者會合辦的第25屆「人權新聞獎」公佈：港台利君雅主持的「視點31」節目「以公義之名」及「覺醒，在瘟疫蔓延時」二單元，和蔡玉玲等5人合作的「鏗鏘集」調查採訪單元「7.21誰主真相」共同獲獎，唯該台表示拒絕領獎。

## 榮譽

### 殊勳
- 官守太平紳士（J.P.）（2011年7月1日－）[26]

## 外部連結
| 政府职务        | 政府职务                                     | 政府职务      |
| --------------- | -------------------------------------------- | ------------- |
| 前任者： 葉文娟 | 保安局常任秘書長 2022年7月1日－              | 現任          |
| 前任： 梁家榮   | 香港電台廣播處長 2021年3月1日－2022年6月30日 | 繼任： 張國財 |